# Neurigona bivittata
Neurigona bivittata is een vliegensoort uit de familie van de slankpootvliegen (Dolichopodidae). De wetenschappelijke naam van de soort is voor het eerst geldig gepubliceerd in 1913 door Van Duzee.